# Élections législatives indiennes de 1923
Des élections législatives ont lieu dans le Raj britannique en 1923 afin d'élire les membres de l'Assemblée législative centrale.
Comme lors du scrutin précédent, ces élections sont boycottées par une partie du mouvement indépendantiste. Toutefois, le Swaraj Party fondé en 1922 par une scission du Congrès dirigée par Motilal Nehru, conteste les élections dans l'objectif de gêner le fonctionnement du gouvernement colonial. 

## Résultats
| Groupe              | Sièges | Leader              |
| ------------------- | ------ | ------------------- |
| Swaraj Party        | 38     | Motilal Nehru       |
| Modérés             | 27     |                     |
| Indépendants        | 7      | Muhammad Ali Jinnah |
| Loyalistes          | 6      |                     |
| Brahmanes           | 3      |                     |
| Gurdwara Sikhs      | 2      |                     |
| Libéraux            | 2      |                     |
| Allégeance inconnue | 20     |                     |
| Membres nommés      | 40     |                     |
| Total               | 145    |                     |
| Source : The Times  |        |                     |